# Tamara
Tamara – współczesna forma żeńskiego imienia semickiego Tamar (aram. ‏ܬܡܪ‎ – palma daktylowa).
Tamara imieniny obchodzi: 25 marca, 1 maja i 3 czerwca.
W styczniu 2024 w upublicznionych danych rejestru PESEL widniało 12 931 kobiet o imieniu Tamara i 698 o imieniu Tamar nadanym jako imię pierwsze, a także 2636 kobiet noszących imię Tamara oraz 22 kobiety o imieniu Tamar jako imię drugie. Dla porównania, najczęściej nadane imię żeńskie – Anna – nosi 1 072 616 osób.
W innych językach:
- łacina – Thamara, Thamar.

## Postacie biblijne o imieniu Tamara
- Tamar – synowa Judy, uwiodła swego teścia by dojść swego prawa – zob. Rdz 38,6-30 w przekładach Biblii.
- Tamar – córka króla Dawida, została zgwałcona przez przyrodniego brata, co było powodem wojny rodzinnej – 2Sm 13,1-39 w przekładach Biblii.

## Osoby o imieniu Tamara
- Tamara – królowa Gruzji[7], święta prawosławna, której wspomnienie obchodzone jest 1 maja,
- Tamara Arciuch – polska aktorka
- Tamara Bleszynski - indonezyjska modelka, aktorka i piosenkarka
- Tamara Bunke – argentyńska komunistka
- Tamara Feldman – amerykańska aktorka
- Tamara Gee – znana jako Isis Gee, amerykańsko-polska piosenkarka
- Tamara Łempicka – polska malarka
- Tamara Rotolo – jedna z kochanek Alberta II, księcia Monako
- Tamara Smirnowa – rosyjska astronomka
- Tamara Sorbian – polska reżyserka, scenarzystka, producentka
- Tamara Tichonowa – rosyjska narciarka
- Tamara Todewska – macedońska piosenkarka
- Tamara Wiszniewska – polska aktorka dwudziestolecia międzywojennego